# Dextellia
Dextellia is een geslacht van vlinders uit de familie mineermotten (Gracillariidae).
Het geslacht omvat één soort:
- Dextellia dorsilineella  (Amsel, 1935)